# Krynicki Ośrodek Historii Turystyki Górskiej na Jaworzynie Krynickiej
Krynicki Ośrodek Historii Turystyki Górskiej na Jaworzynie Krynickiej – placówka muzealna Polskiego Towarzystwa Turystyczno-Krajoznawczego z ekspozycją poświęconą historii turystyki górskiej na terenie Beskidu Sądeckiego, położona pod szczytem Jaworzyny Krynickiej, w granicach administracyjnych Krynicy-Zdroju. Powstała w 1970, w budynku położonym w bezpośrednim sąsiedztwie schroniska PTTK na Jaworzynie Krynickiej, zbudowanym na fundamentach dawnego schronu turystycznego „Sarenka”. 
Obecna nazwa ośrodka została nadana uchwałą Komisji Turystyki Górskiej Zarządu Głównego PTTK z 6 czerwca 2016.

## Zbiory
Ośrodek eksponuje dokumenty, fotografie i drobne przedmioty związane z historią turystyki w Beskidzie Sądeckim. Wśród zbiorów znajdują się książki pamiątkowe ze schronisk w tym regionie, ekspozycje biograficzne poświęcone m.in. Kazimierzowi Sosnowskiemu oraz Waleremu Goetlowi, a także wystawa dotycząca walk partyzanckich w tych rejonach, w trakcie II wojny światowej. W ośrodku został zaprezentowany również dorobek organizatorów turystyki w Beskidzie Sądeckim: prof. Feliksa Rapfa, Romana Nitribitta i Juliana Zawadowskiego.
Ekspozycja ośrodka czynna jest codziennie. Dostęp umożliwia recepcja schroniska PTTK na Jaworzynie Krynickiej. Wstęp jest bezpłatny.
W ośrodku funkcjonuje „Moskałówka” – pracownia naukowo-badawcza Komisji Turystyki Górskiej Zarządu Głównego PTTK.

## Galeria

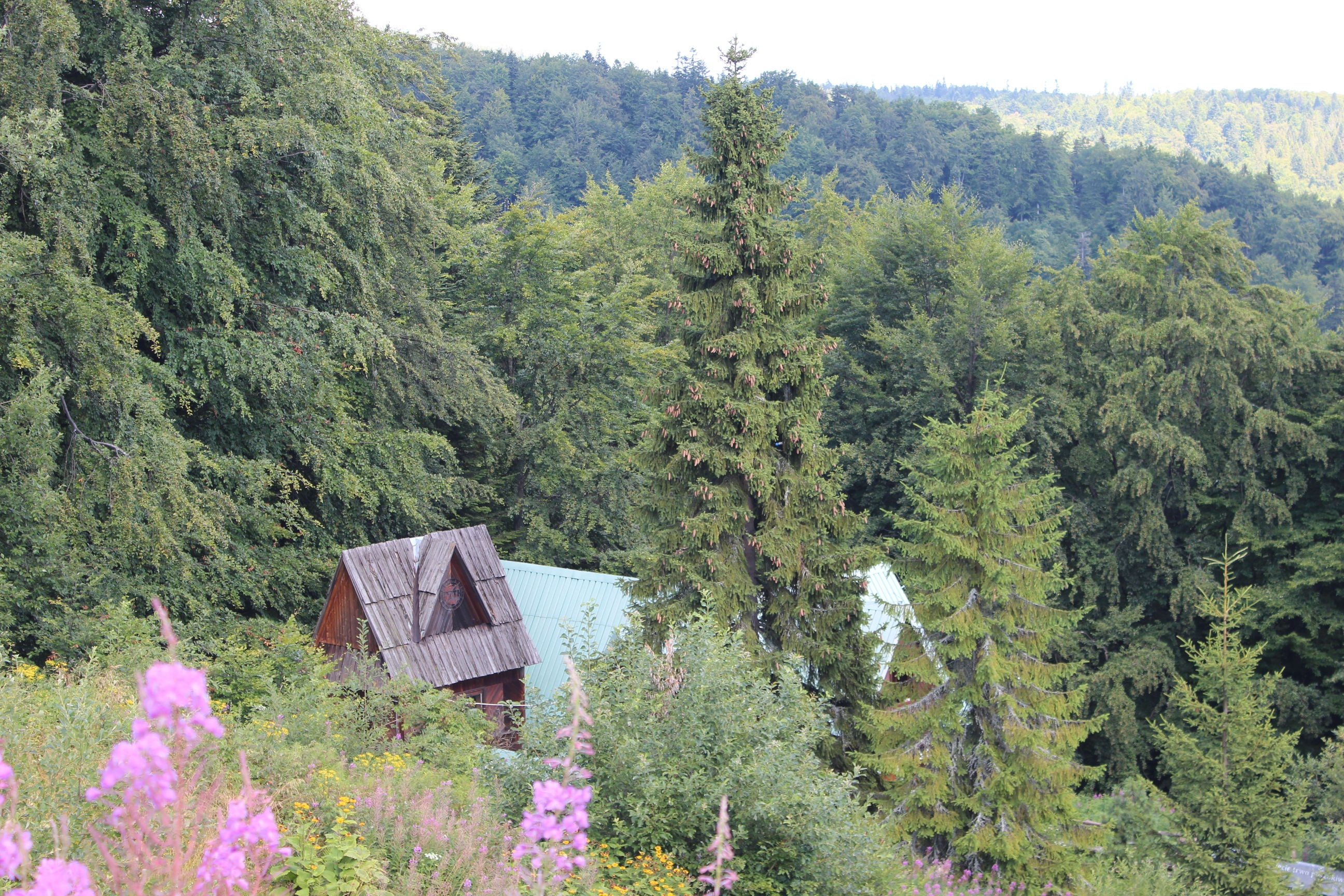
Widok na budynek ośrodka ze schroniska
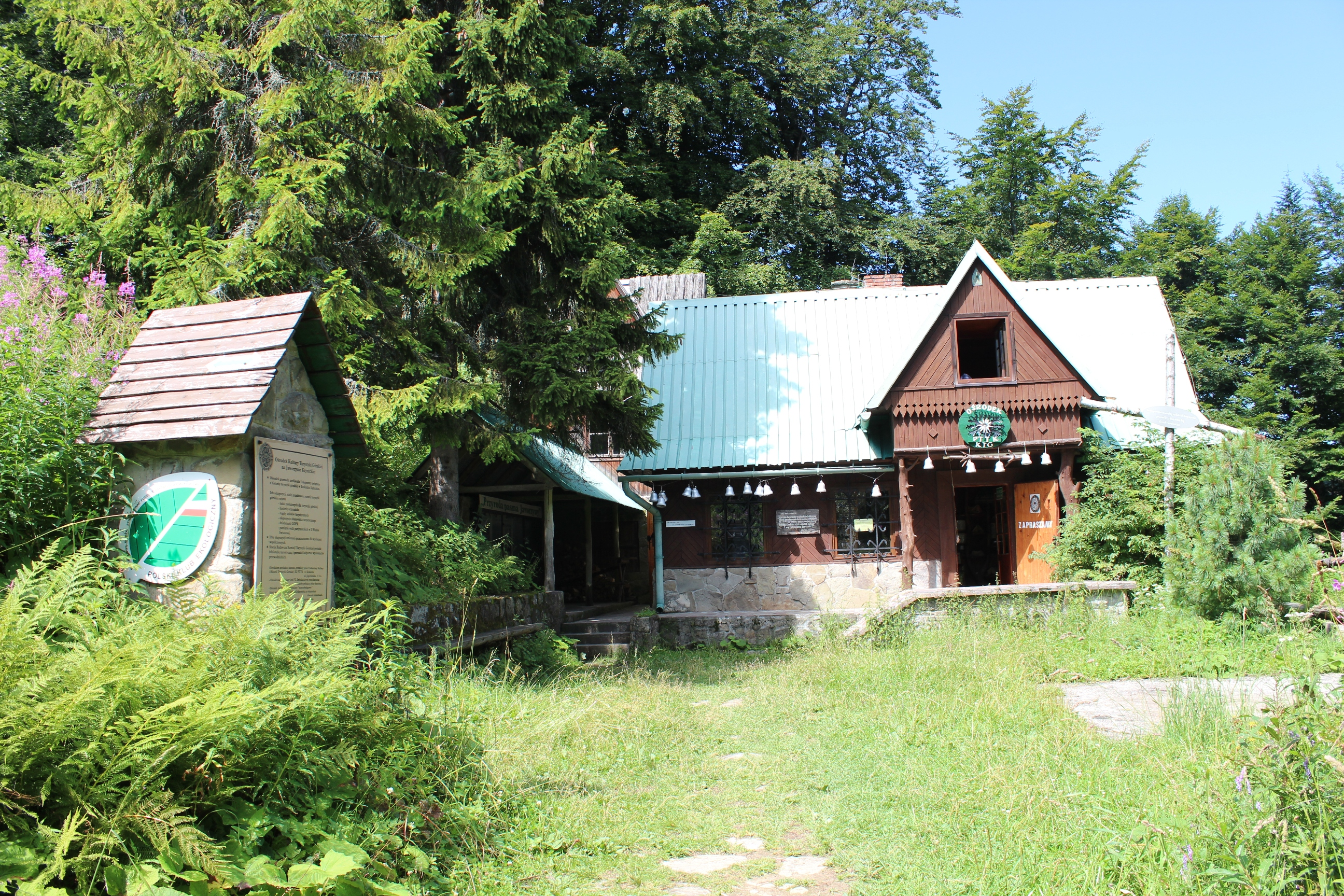
Budynek ośrodka
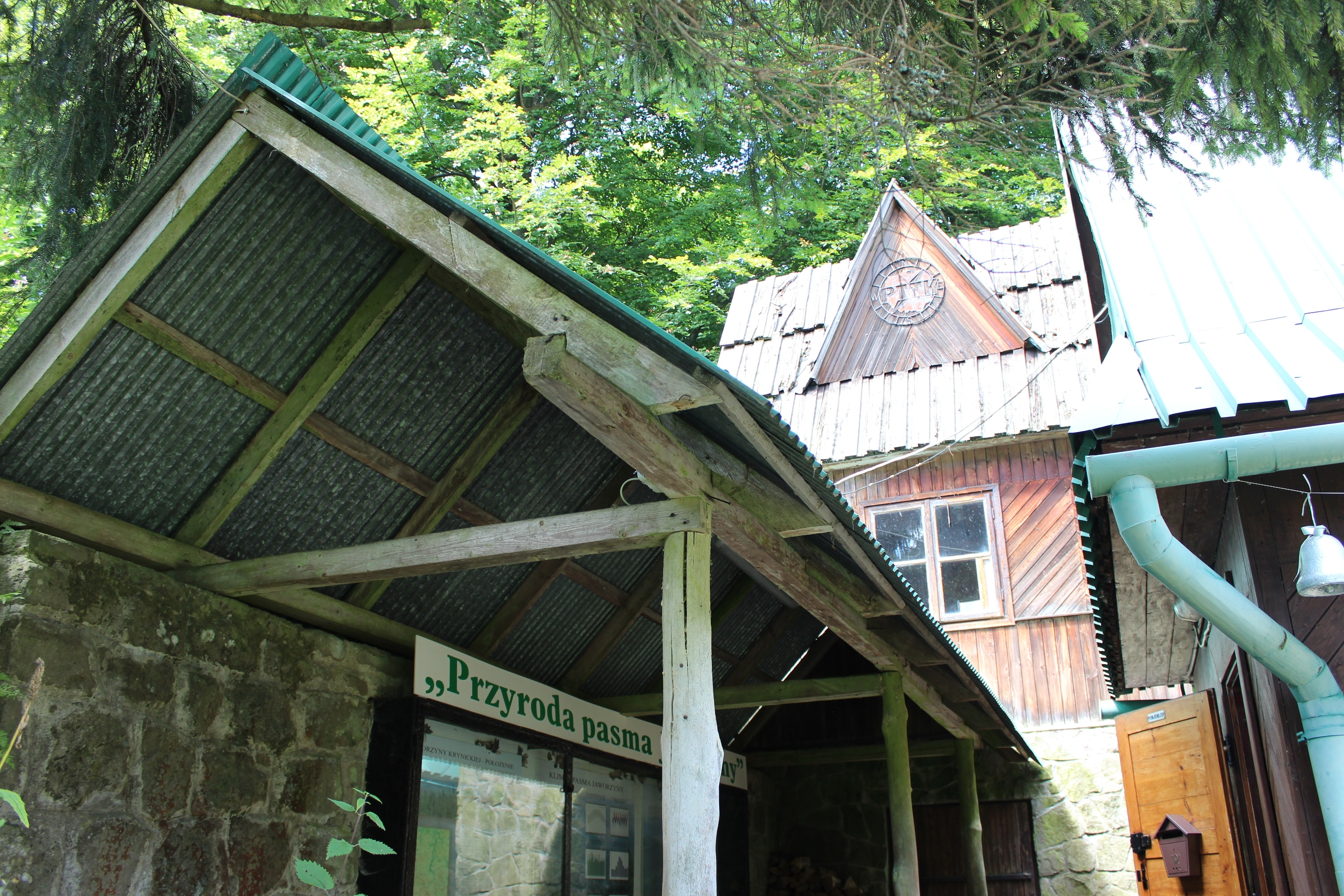
Ekspozycja zewnętrzna
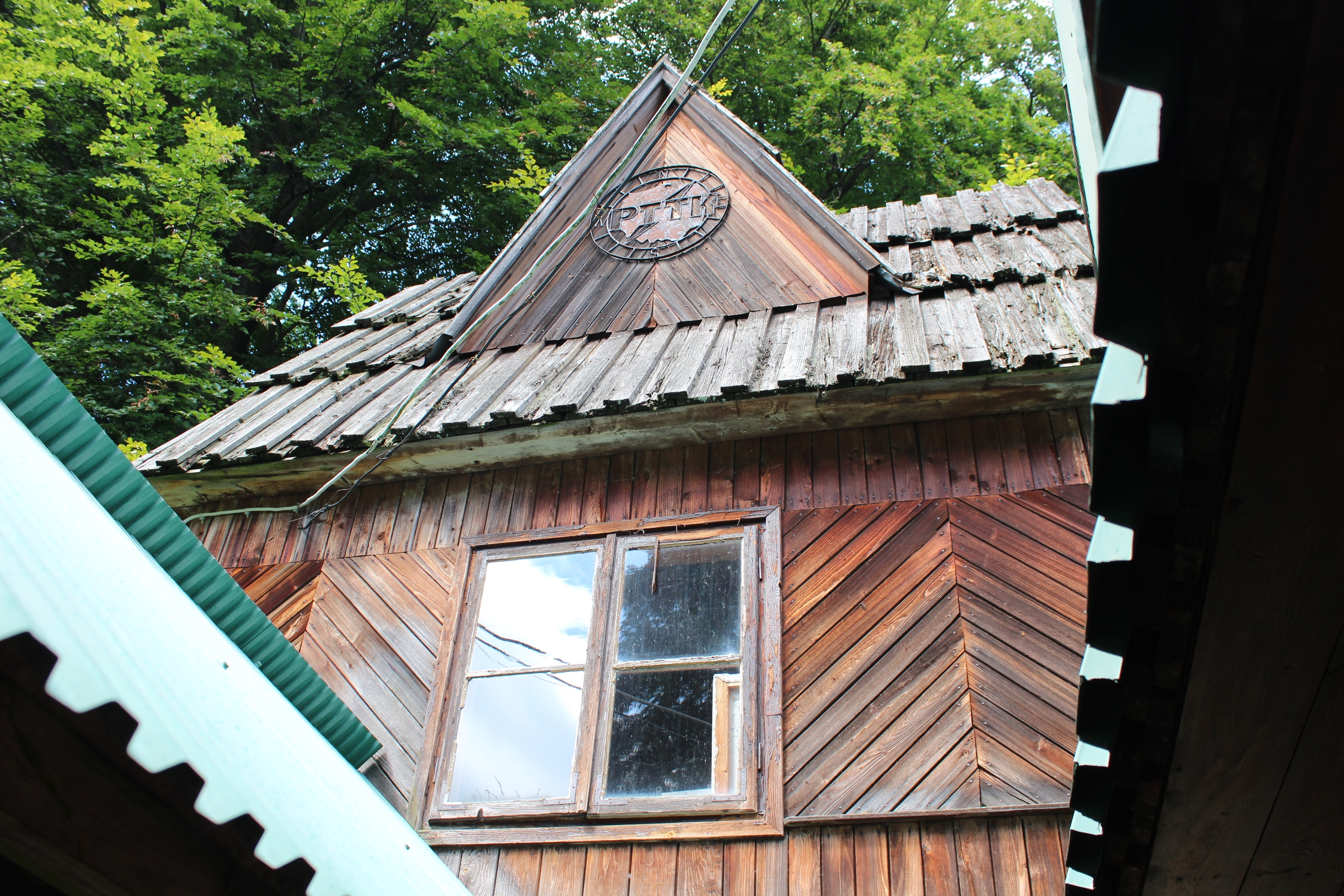
Piętro budynku ze znakiem PTTK
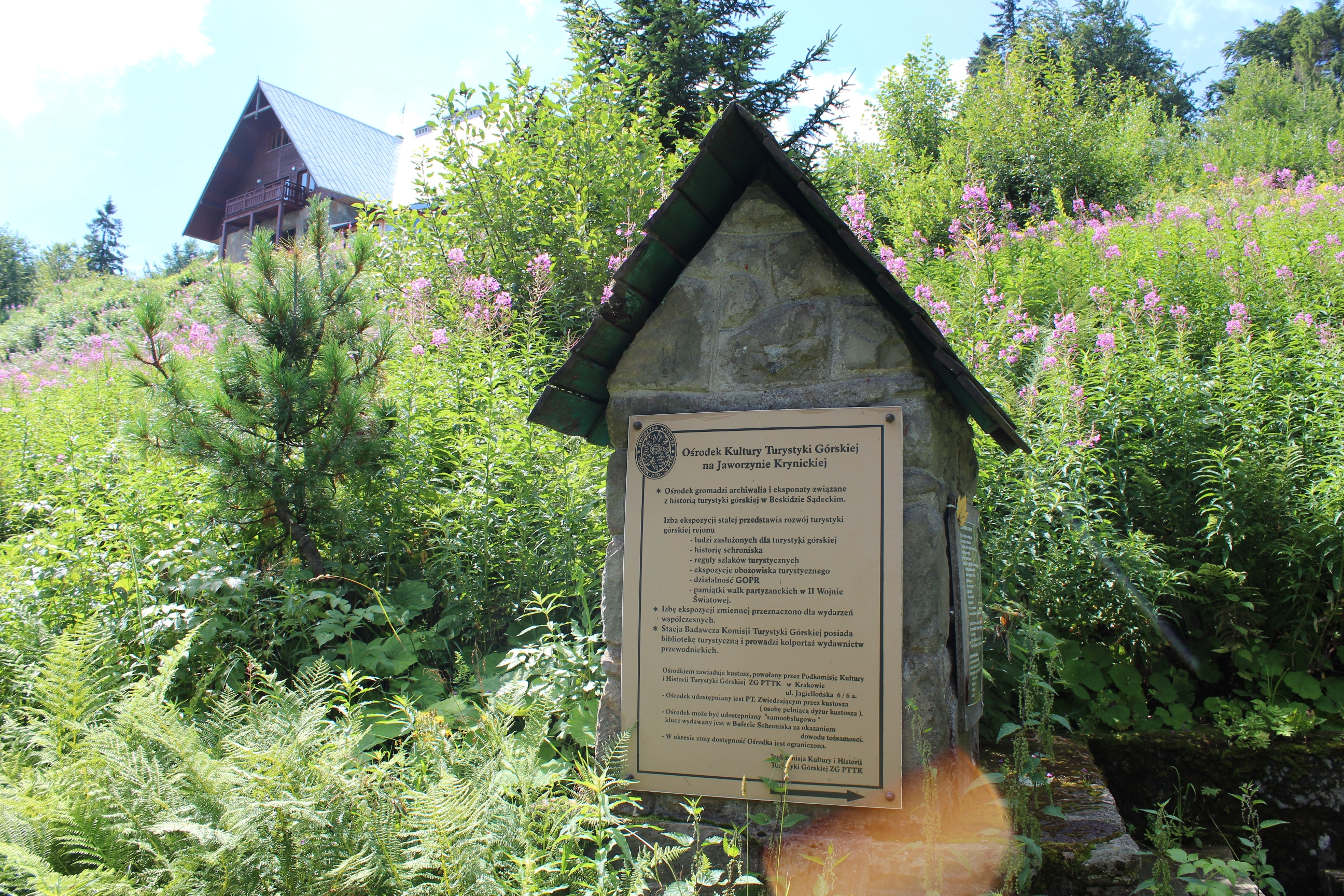
Tablica informacyjna ośrodka
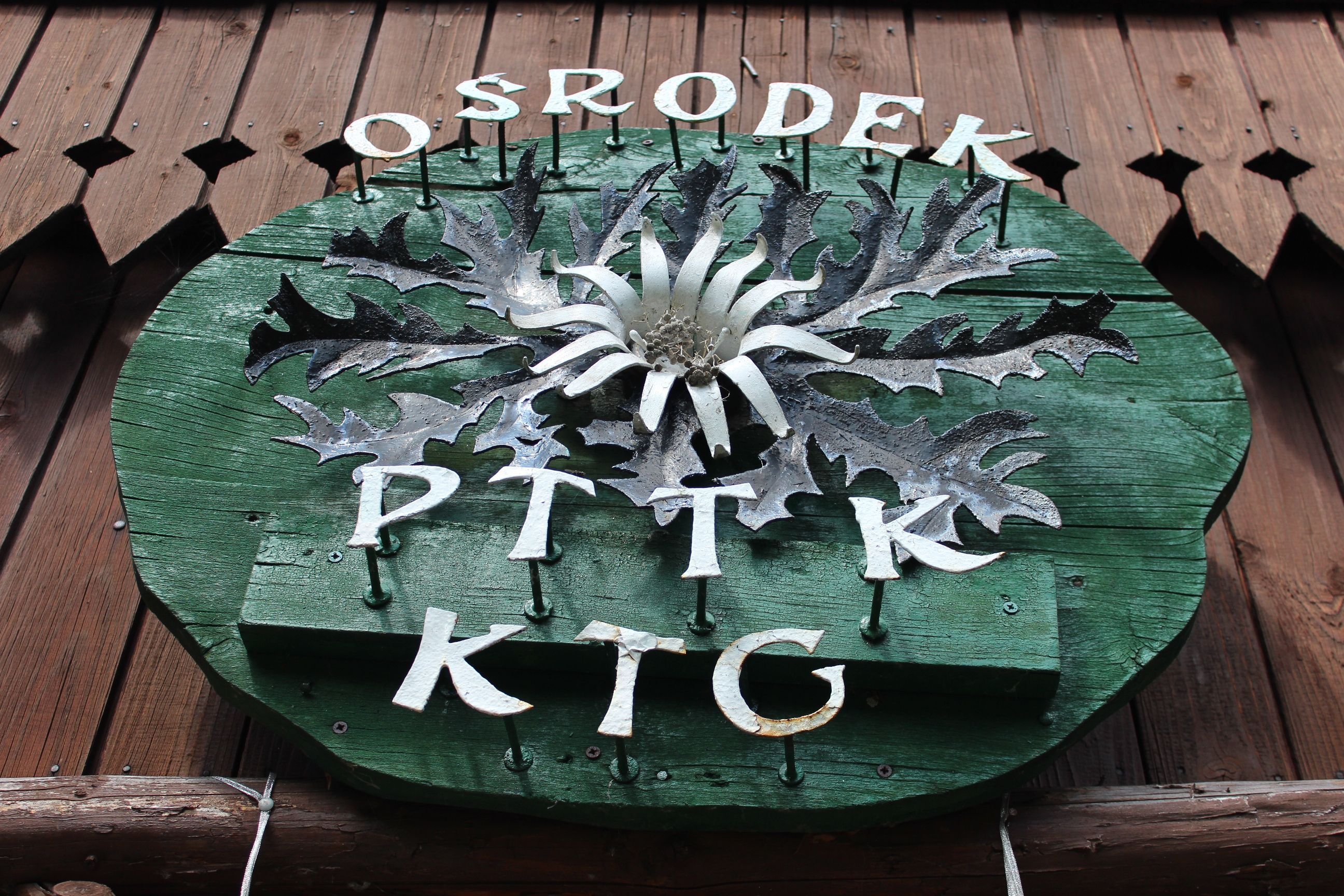
Symbol nad wejściem do budynku ośrodka
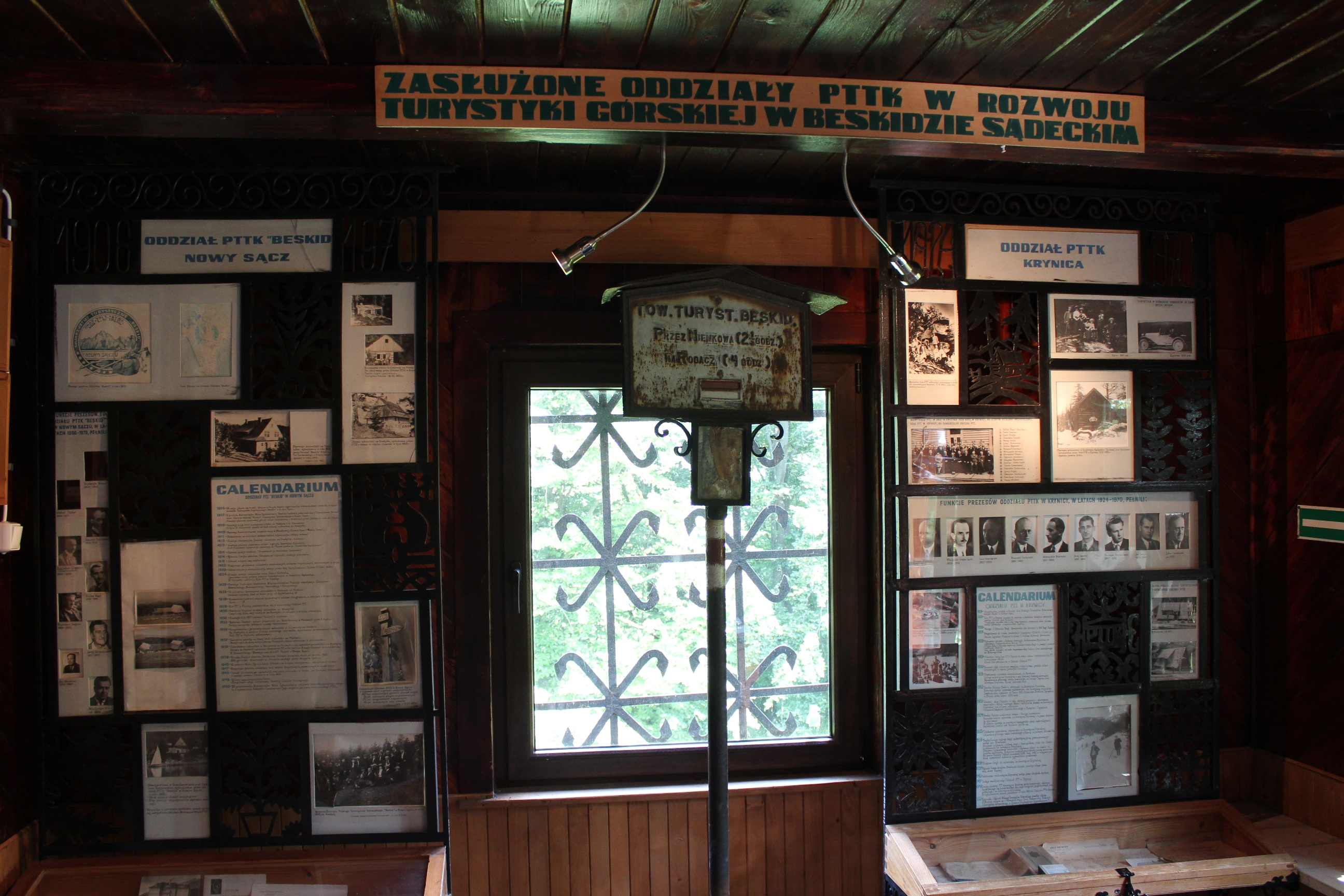
Ekspozycja dotycząca oddziałów PTTK w Krynicy i Nowym Sączu
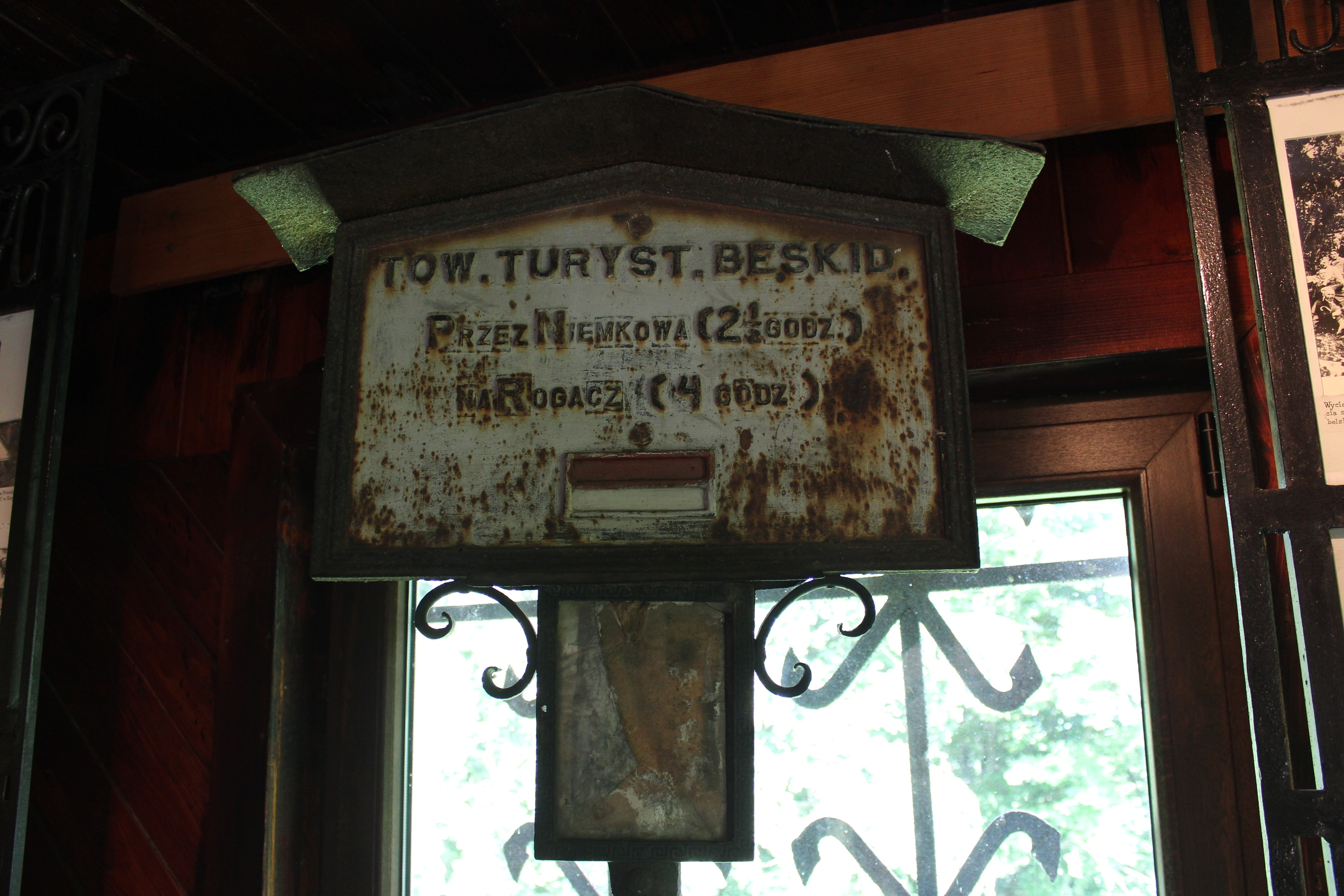
Dawny drogowskaz ze szlaku górskiego
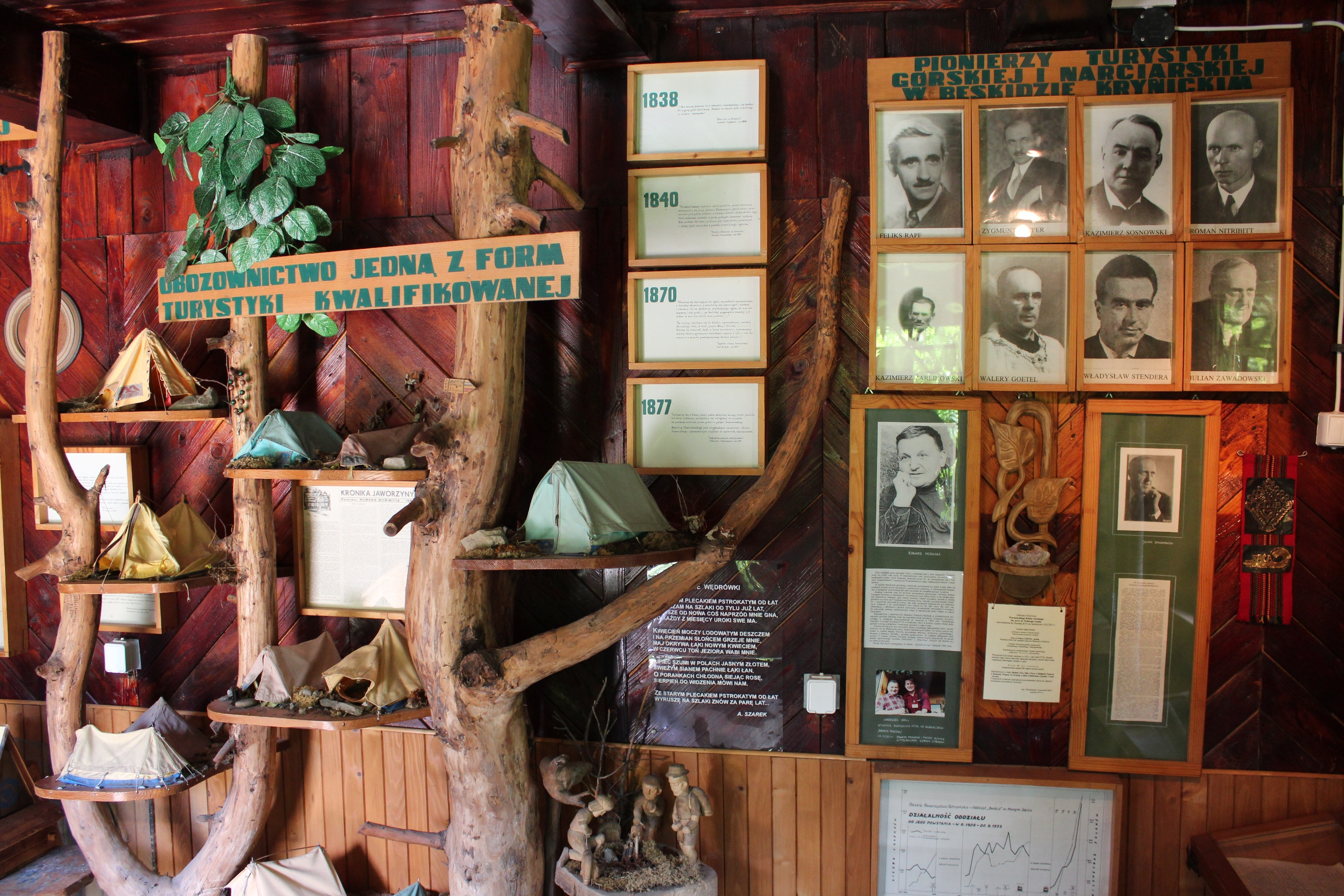
Ekspozycja dotycząca obozownictwa i pionierów turystyki
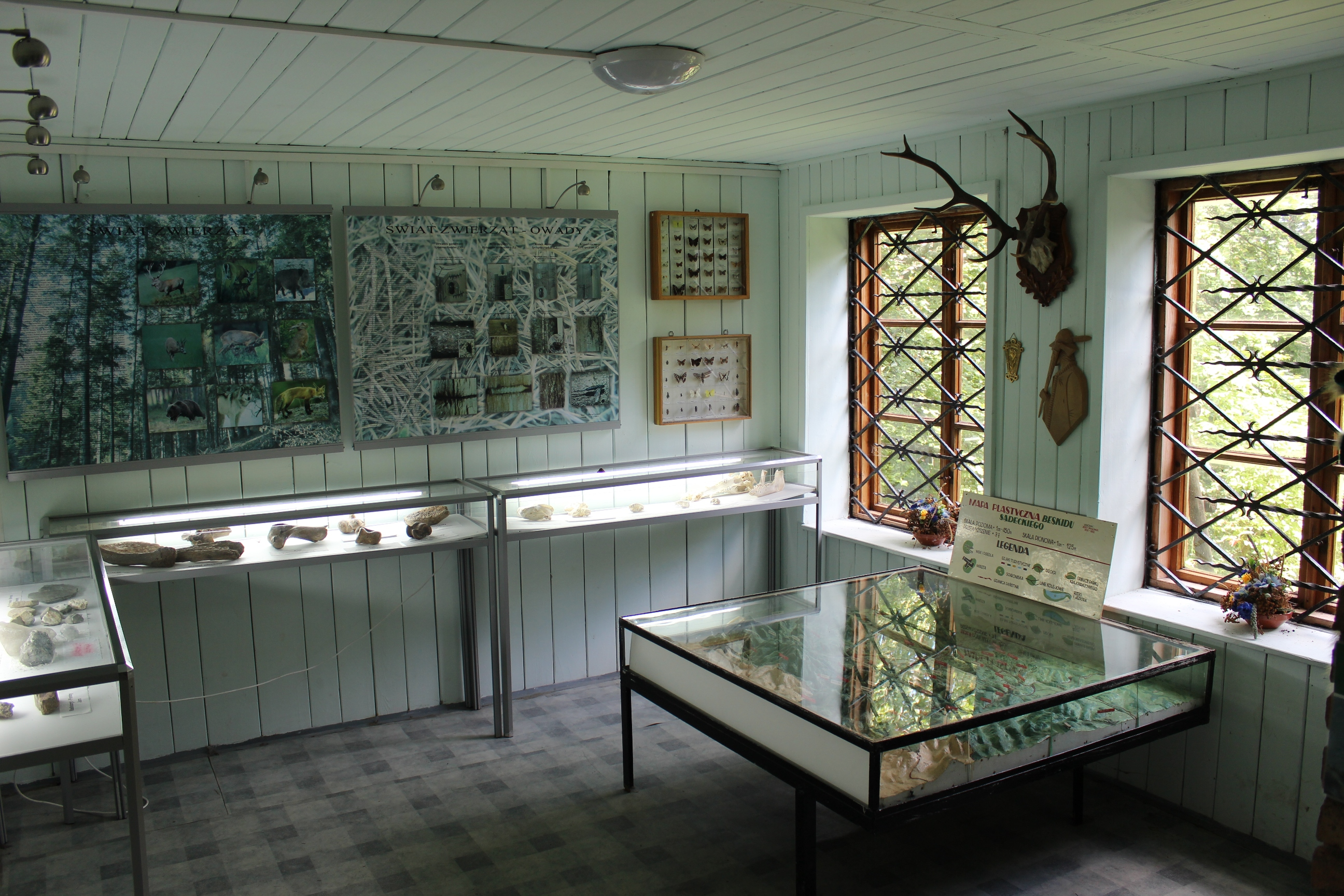
Ekspozycja przyrodnicza
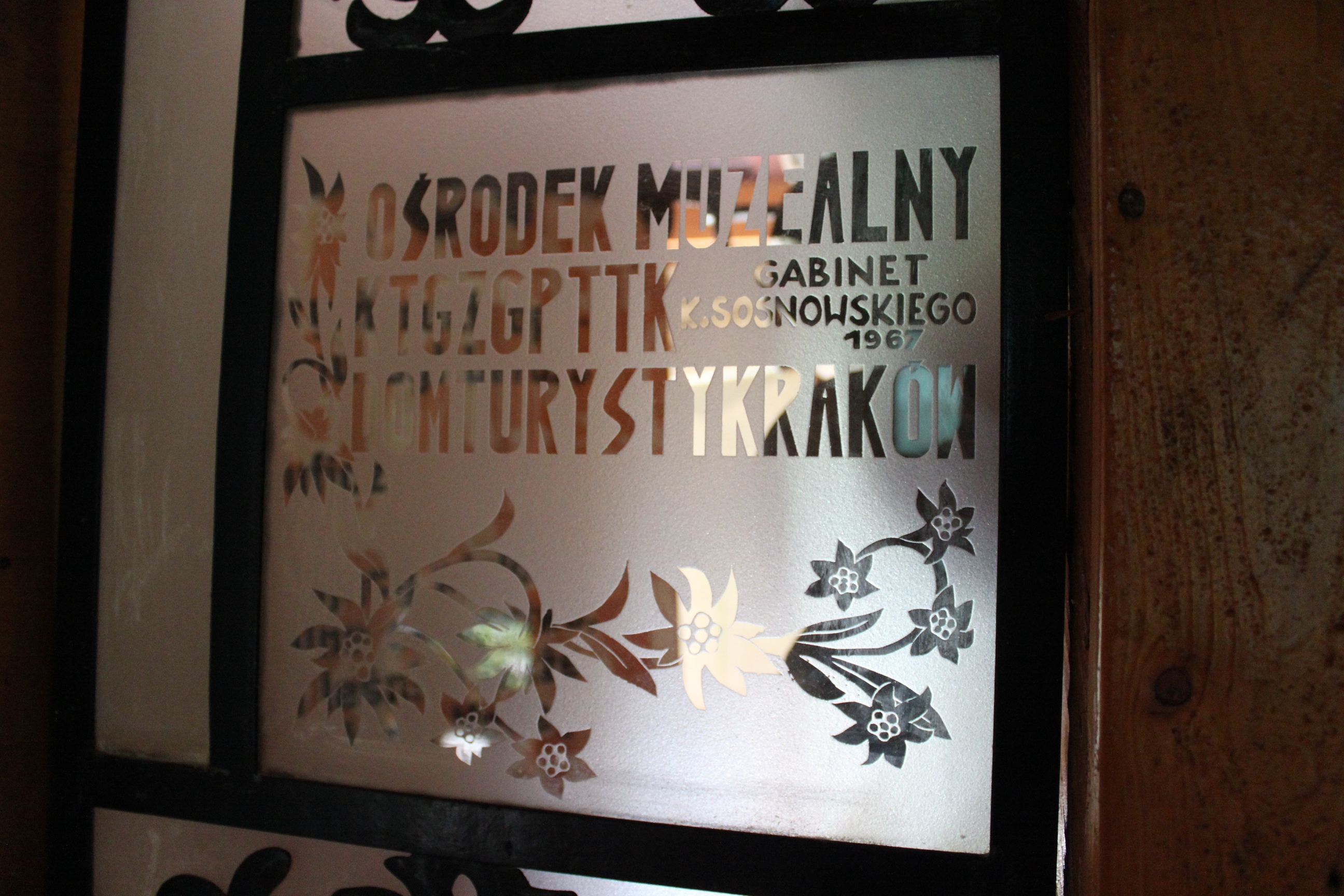
Gabinet Kazimierza Sosnowskiego
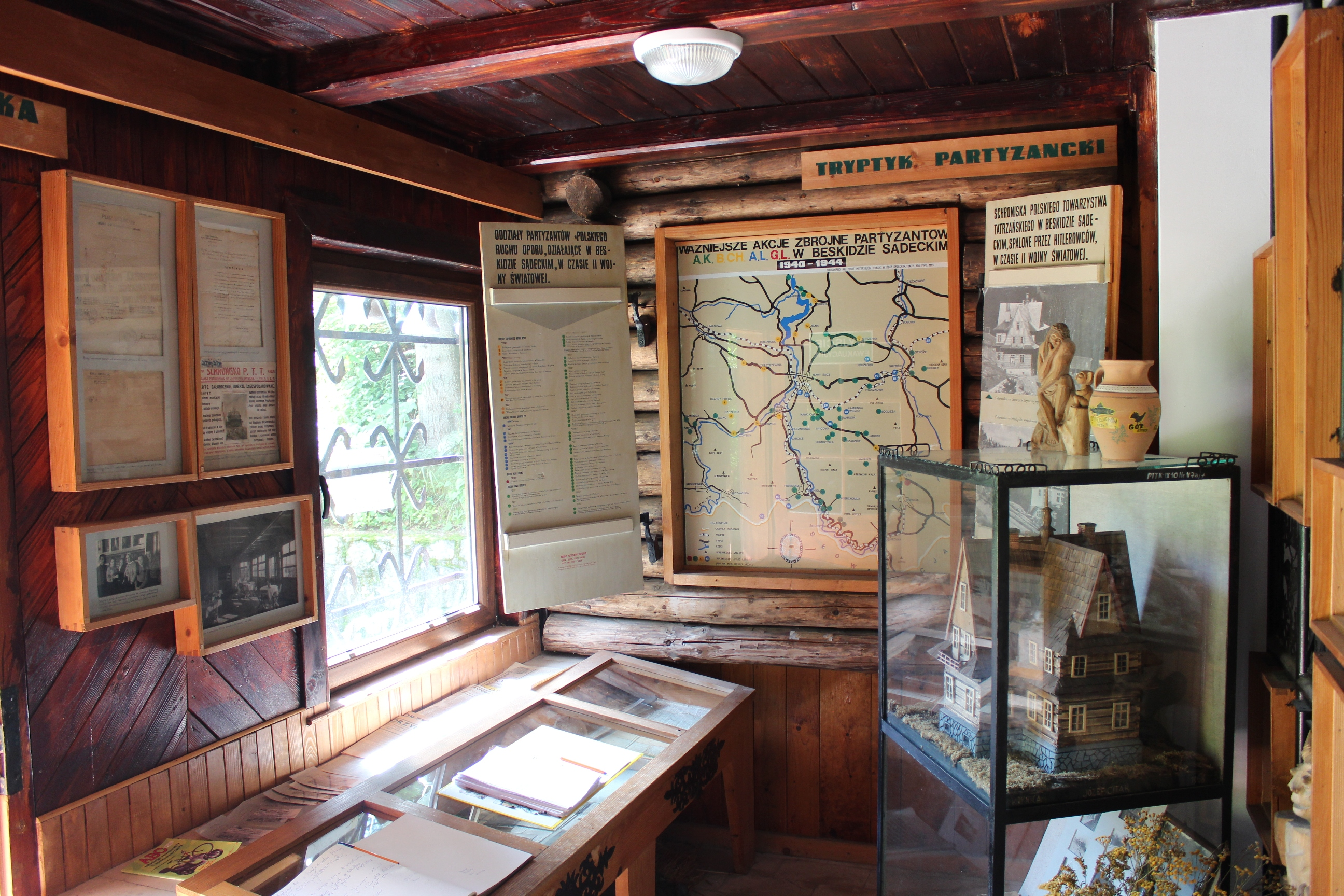
Ekspozycja na temat działań partyzanckich
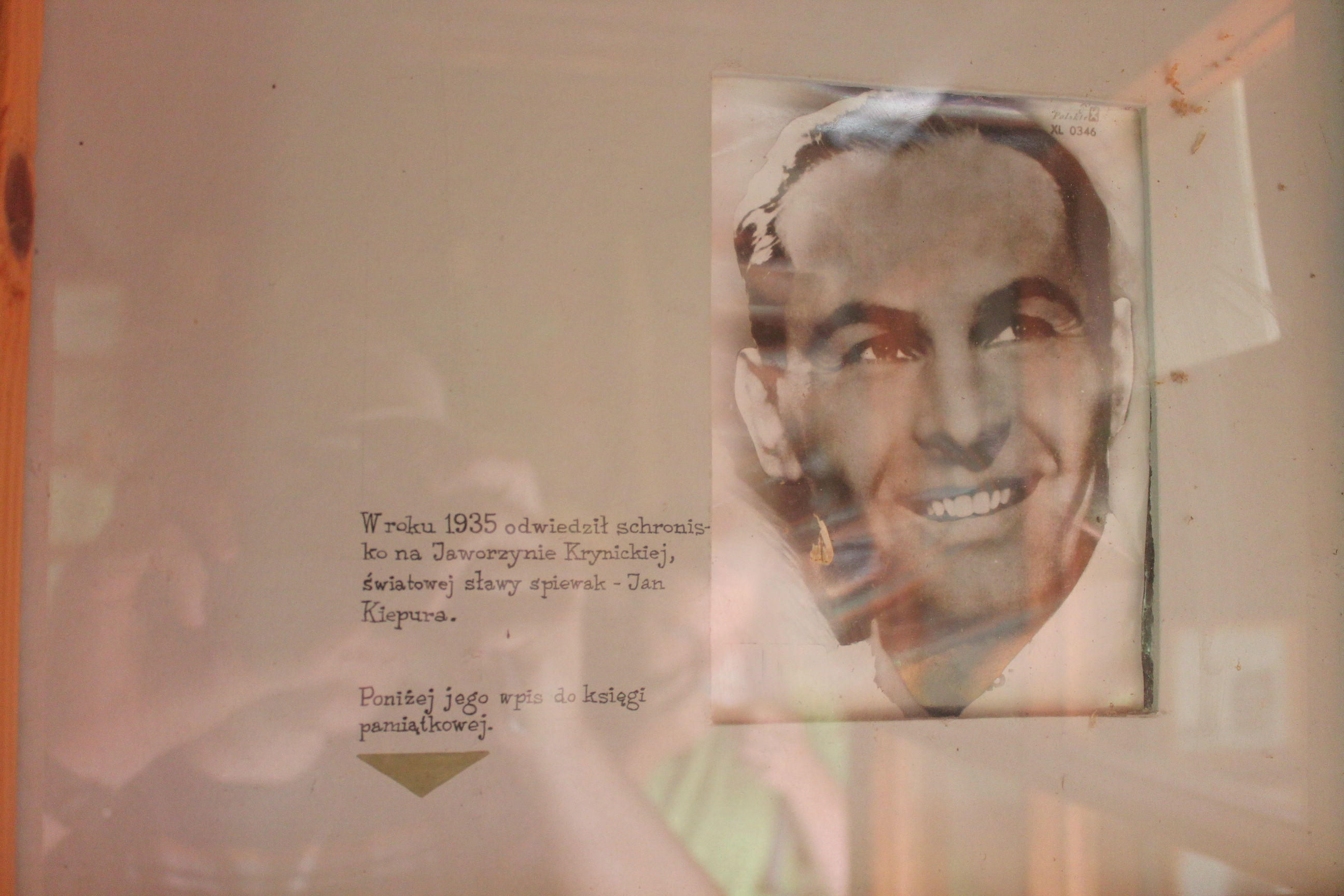
Informacja o pobycie Jana Kiepury w schronisku na Jaworzynie Krynickiej
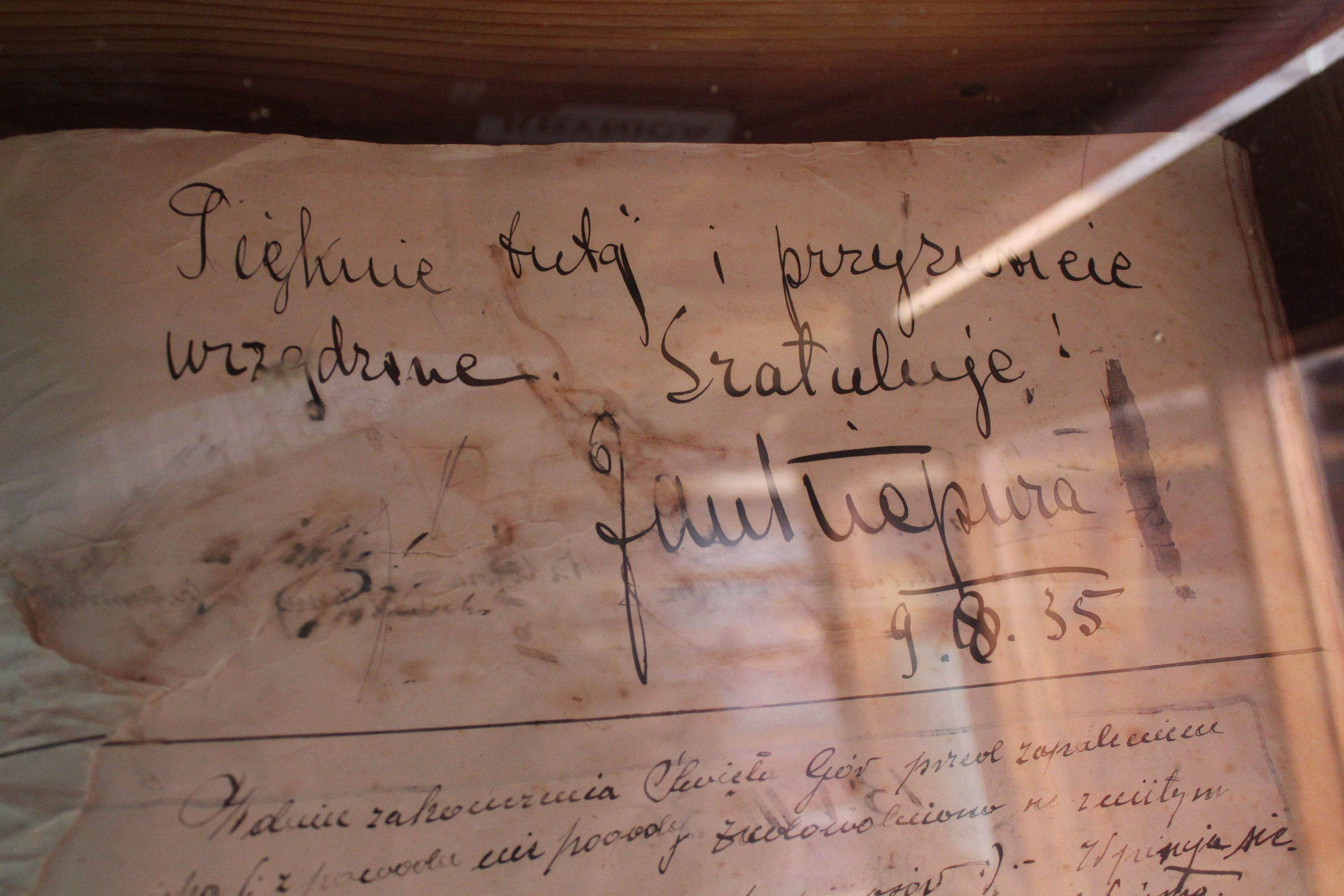
Wpis Jana Kiepury do księgi pamiątkowej schroniska
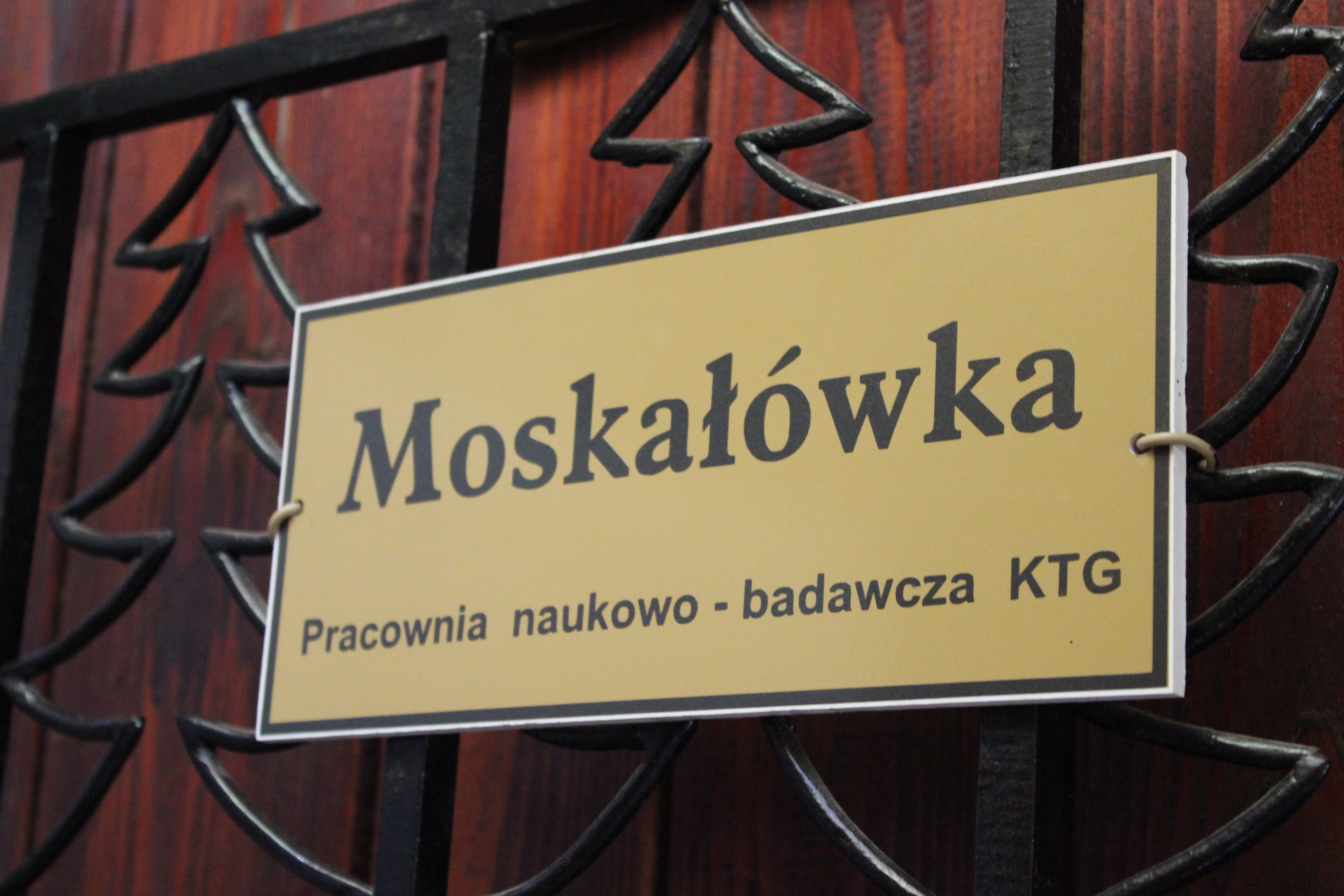
„Moskałówka” – pracownia naukowo-badawcza KTG